# Biganos-Lamothe
Pour les articles homonymes, voir Lamothe.
Biganos-Lamothe est un lieu-dit jouxtant la commune du Teich au sud-ouest, dans le département de la Gironde.

## Présentation
Le nom de Boïos, correspondant à Biganos-Lamothe, figure dans l'Itinéraire d'Antonin, comme mutatio, c'est-à-dire comme relais routier, de la voie romaine littorale de Novempopulanie. Il y apparaît aux côtés du mansio de Losa (Louse, à Sanguinet), Segosa (Saint-Paul-en-Born), Mosconum (Mixe ?).

## Histoire
Boios (Lamothe de Biganos) aurait été le siège d'un diocèse correspondant au pays de Buch en Aquitaine dès le IIIe siècle. L'évêché aurait été ruiné par les Vandales au Ve siècle.